# Vương Quân (sinh năm 1952)
Vương Quân (tiếng Trung: 王君; bính âm: Wáng Jūn; sinh ngày 26 tháng 3 năm 1952) là một chính khách người Trung Quốc và cựu quan chức lâu đời trong khu vực. Ông được bổ nhiệm làm Giám đốc Quản lý nhà nước về an toàn lao động từ tháng 3 đến tháng 9 năm 2008. Ông được bổ nhiệm làm Tỉnh trưởng Chính phủ Nhân dân tỉnh Sơn Tây vào tháng 9 năm 2008 do cách xử lí yếu kém của chính phủ sau vụ lở đất trong địa bàn tỉnh khiến tỉnh trưởng đương thời là Mạnh Học Nông phải từ chức, ông giữ chức vụ này cho đến tháng 12 năm 2012, khi ông được chuyển đến Nội Mông làm Bí thư Khu ủy Khu tự trị Nội Mông Cổ. Ông ngừng hoạt động chính trị vào tháng 8 năm 2016.

## Tiểu sử
Vương Quân sinh ra ở Đại Đồng, Sơn Tây. Ông theo đuổi bằng sau đại học tại trường Trung ương Đảng Đảng Cộng sản Trung Quốc, chuyên ngành triết học. Ông gia nhập Đảng Cộng sản Trung Quốc vào tháng 7 năm 1977.
Ở tuổi 19, ông bắt đầu làm việc tại mỏ than Thanh Từ Dao ở Sơn Tây. Năm 1974, ông được đề nghị nghiên cứu khai thác than tại Viện Khai thác mỏ Sơn Tây. Sau khi tốt nghiệp, ông được bổ nhiệm làm việc tại Cục Khai thác mỏ Đại Đồng. Bắt đầu như một kỹ thuật viên bình thường, cuối cùng ông đã được nâng lên vị trí giám đốc của cục. Các vị trí trước đó của ông bao gồm kỹ thuật viên trong khu vực thông gió của mỏ Tấn Hoa Cung, kỹ sư trợ lý, phó trưởng và sau đó là người đứng đầu khu vực thông gió, phó giám đốc mỏ Tấn Hoa Cung và phó bí thư ủy ban CPC của Cục Khai thác mỏ Đại Đồng. Năm 1993, ông trở thành phó giám đốc đầu tiên của phòng khai thác mỏ, và được thăng chức giám đốc hai năm sau đó.
Sau một nhiệm kỳ kéo dài 20 năm tại Cục Khai khoáng Đại Đồng, ông được chuyển lên chính quyền trung ương vào tháng 10 năm 1997, trở thành Thứ trưởng Bộ Công nghiệp Than. Trong một cuộc cải cách của chính quyền trung ương nửa năm sau đó, Bộ Công nghiệp Than đã bị bãi bỏ, và ông trở thành phó giám đốc của Cục Công nghiệp Than quốc gia mới được thành lập. Bắt đầu từ năm 1999, ông phục vụ trong một số vị trí ở tỉnh Giang Tây, bao gồm phó Tỉnh trưởng, phó Bí thư tỉnh ủy và chủ tịch của trường Đảng tỉnh Giang Tây. Năm 2006, ông được bổ nhiệm làm phó lãnh đạo Đảng và phó chủ tịch của Liên đoàn Hợp tác Cung cấp và Tiếp thị Toàn quốc Trung Quốc, và được thăng chức lãnh đạo đảng của Liên đoàn một năm sau đó.
Vào ngày 20 tháng 3 năm 2008, ba ngày sau khi kết thúc cuộc họp đầu tiên của Đại hội Đại biểu Nhân dân toàn quốc khóa XI, Quốc vụ viện đã bổ nhiệm ông làm chủ tịch Cục Quản lý Nhà nước về an toàn lao động.
Vương Quân được bổ nhiệm quyền Tỉnh trưởng Chỉnh phủ Nhân dân tỉnh Sơn Tây vào ngày 14 tháng 9 năm 2008 sau vụ lở đất ở Tương Phần. Ngày 15 tháng 1 năm 2009, ông được chính quyền tỉnh xác nhận là Tỉnh trưởng chính thức.
Vào tháng 12 năm 2012, trong đợt xáo trộn lãnh đạo các khu vực, ông được bổ nhiệm làm Bí thư Khu ủy Khu tự trị Nội Mông, thay thế Hồ Xuân Hoa. Lý Kỉ Hằng được bổ nhiệm làm Tỉnh trưởng Sơn Tây. Vào ngày 29 tháng 8 năm 2016, Lý Kỉ Hằng sẽ thay thế Vương Quân làm Bí thư Khu ủy Khu tự trị Nội Mông. Ông ngừng hoạt động chính trị vào tháng 8 năm 2016. Vào tháng 9 năm 2016, ông được bổ nhiệm làm Phó Chủ tịch Ủy ban Dân tộc của Đại hội Đại biểu Nhân dân toàn quốc.
Ông là ủy viên dự khuyết của Ủy ban Trung ương Đảng Cộng sản Trung Quốc khóa XVI và là ủy viên chính thức của Ủy ban Trung ương Đảng Cộng sản Trung Quốc khóa XVII và khóa XVIII